# 維塔利婭·季亞琴科
維塔利婭·阿納托利耶芙那·季亚琴科（俄语：Виталия Анатольевна Дьяченко，1990年8月2日—）是俄羅斯职业网球女运动员，2010年轉職業。她的WTA生涯最高單打排名為第71（2014年11月17日~2014年12月15日）。

## 外部連結
- 維塔利婭·季亞琴科的国际女子网球协会官方資料（英文）
- 維塔利婭·季亞琴科的國際網球總會 職業／青少年 官方資料（英文）
- Fed Cup - Player profile - Vitalia Diatchenko (RUS) （页面存档备份，存于）